# Rajd Cordatic 1971
Rajd Cordatic 1971 (10. Cordatic Rallye 1971) – 10. edycja rajdu samochodowego Rajd Cordatic rozgrywanego na Węgrzech. Rozgrywany był od 28 do 29 sierpnia 1971 roku. Była to trzecia runda Rajdowego Pucharu Pokoju i Przyjaźni w roku 1971 oraz jedna z rund Rajdowych Mistrzostw Węgier w roku 1971.

## Klasyfikacja rajdu
| Miejsce                | Kierowca               | Pilot                  | Samochód               | Czas                   | Strata                 |                        |
| Klasyfikacja generalna | Klasyfikacja generalna | Klasyfikacja generalna | Klasyfikacja generalna | Klasyfikacja generalna | Klasyfikacja generalna | Klasyfikacja generalna |
| ---------------------- | ---------------------- | ---------------------- | ---------------------- | ---------------------- | ---------------------- | ---------------------- |
| 1.                     | Attila Ferjáncz        | Jenő Zsembery          | Renault 8 Gordini      | 45:02                  | 0.0                    |                        |
| 2.                     | Zdeněk Ponec           | Zdeněk Turek           | Renault 8 Gordini      | 48:00                  | +2:58                  |                        |
| 3.                     | Milan Žid              | Jaroslav Vylít         | Škoda 110 L Rallye     | 48:55                  | +3:53                  |                        |
| 4.                     | Jerzy Bachtin          | Zbigniew Dziadura      | Polski Fiat 125p 1500  | 49:21                  | +4:19                  |                        |
| 5.                     | Oldřich Horsák         | Jiří Motal             | Škoda 110 L Rallye     | 49:41                  | +4:39                  |                        |
| 6.                     | Mihály Balatoni        | István Sándor          | Škoda 110 L            | 50:34                  | +5:32                  |                        |
| 7.                     | Jürgen Sparwald        | Carl-Ulrich Karsten    | Wartburg 353           | 50:47                  | +5:45                  |                        |
| 8.                     | Hans-Bertil Hansson    | Kristóf Karlowitz      | BMW                    | 51:17                  | +6:15                  |                        |
| 9.                     | Horst Hohlheimer       | Rudolf Huber           | Fiat 128 Rally         | 51:52                  | +6:50                  |                        |
| 10.                    | Andrzej Jaroszewicz    | Andrzej Szulc          | Polski Fiat 125p 1500  | 51:55                  | +6:53                  |                        |
| Klasyfikacja CoPaF     |                        |                        |                        |                        |                        |                        |
| 1.                     | Attila Ferjáncz        | Jenő Zsembery          | Renault 8 Gordini      | 45:02                  | 0.0                    |                        |
| 2.                     | Zdeněk Ponec           | Zdeněk Turek           | Renault 8 Gordini      | 48:00                  | +2:58                  |                        |
| 3.                     | Milan Žid              | Jaroslav Vylít         | Škoda 110 L Rallye     | 48:55                  | +3:53                  |                        |
| 4.                     | Jerzy Bachtin          | Zbigniew Dziadura      | Polski Fiat 125p 1500  | 49:21                  | +4:19                  |                        |
| 5.                     | Oldřich Horsák         | Jiří Motal             | Škoda 110 L Rallye     | 49:41                  | +4:39                  |                        |
| 6.                     | Mihály Balatoni        | István Sándor          | Škoda 110 L            | 50:34                  | +5:32                  |                        |
| 7.                     | Jürgen Sparwald        | Carl-Ulrich Karsten    | Wartburg 353           | 50:47                  | +5:45                  |                        |
| 8.                     | Andrzej Jaroszewicz    | Andrzej Szulc          | Polski Fiat 125p 1500  | 51:55                  | +6:53                  |                        |

| 1. | Czechosłowacja |
| 2. | Węgry          |
| 3. | Polska         |
| 4. | NRD            |